# Christian Makoun
Christian Makoun, né le 5 mars 2000 à Valencia au Venezuela, est un footballeur international vénézuélien qui joue au poste de défenseur ou de milieu de terrain au Levski Sofia. Il possède également la nationalité belge.

## Biographie

### En club
Avec le club du Zamora FC, il participe à la Copa Libertadores et à la Copa Sudamericana.
Le 26 février 2022, il fait ses débuts sous ses nouvelles couleurs contre D.C. United, s'inclinant 3-0. C'est par ailleurs le tout premier match disputé par son club en MLS.

### En sélections nationales
Avec les moins de 17 ans, il participe au championnat sud-américain des moins de 17 ans en 2017. Lors de cette compétition, il officie comme capitaine et joue neuf matchs, inscrivant un but contre le Pérou.
D'origine Camerounais
Par la suite, avec les moins de 20 ans, il dispute la Coupe du monde des moins de 20 ans en 2017. Lors du mondial junior, il joue deux matchs, contre les États-Unis en quart et l'Uruguay en demi. Le Venezuela s'incline en finale face à l'Angleterre.
Il participe ensuite au championnat sud-américain des moins de 20 ans en 2019. Lors de cette compétition, il joue neuf matchs, officiant de nouveau comme capitaine, et inscrivant un but contre l'Uruguay.

## Statistiques

### En sélections nationales
| Saison                | Sélection             | Phases finales        | Phases finales | Phases finales | Phases finales | Éliminatoires CDM | Éliminatoires CDM | Éliminatoires CDM | Matchs amicaux | Matchs amicaux | Matchs amicaux | Total | Total | Total |
| Saison                | Sélection             | Compétition           | M              | B              | Pd             | M                 | B                 | Pd                | M              | B              | Pd             | M     | B     | Pd    |
| --------------------- | --------------------- | --------------------- | -------------- | -------------- | -------------- | ----------------- | ----------------- | ----------------- | -------------- | -------------- | -------------- | ----- | ----- | ----- |
| 2021-2022             | Venezuela             | -                     | -              | -              | -              | 2                 | 0                 | 0                 | 0              | 0              | 0              | 2     | 0     | 0     |
| 2022-2023             | Venezuela             | -                     | -              | -              | -              | -                 | -                 | -                 | 4              | 0              | 1              | 4     | 0     | 1     |
| 2023-2024             | Venezuela             | Copa América 2024     | 2              | 0              | 0              | 3                 | 0                 | 0                 | 1              | 0              | 0              | 6     | 0     | 0     |
| 2024-2025             | Venezuela             | -                     | -              | -              | -              | 1                 | 0                 | 0                 | -              | -              | -              | 1     | 0     | 0     |
| Total sur la carrière | Total sur la carrière | Total sur la carrière | 2              | 0              | 0              | 6                 | 0                 | 0                 | 5              | 0              | 1              | 13    | 0     | 1     |

## Palmarès

### En club
- Champion du Venezuela en 2018 avec le Zamora FC
- Finaliste de la Coupe du Venezuela en 2017 avec le Zamora FC

### En sélections nationales
- Finaliste de la Coupe du monde des moins de 20 ans en 2017 avec l'équipe du Venezuela des moins de 20 ans